# Ponjaard (dolk)

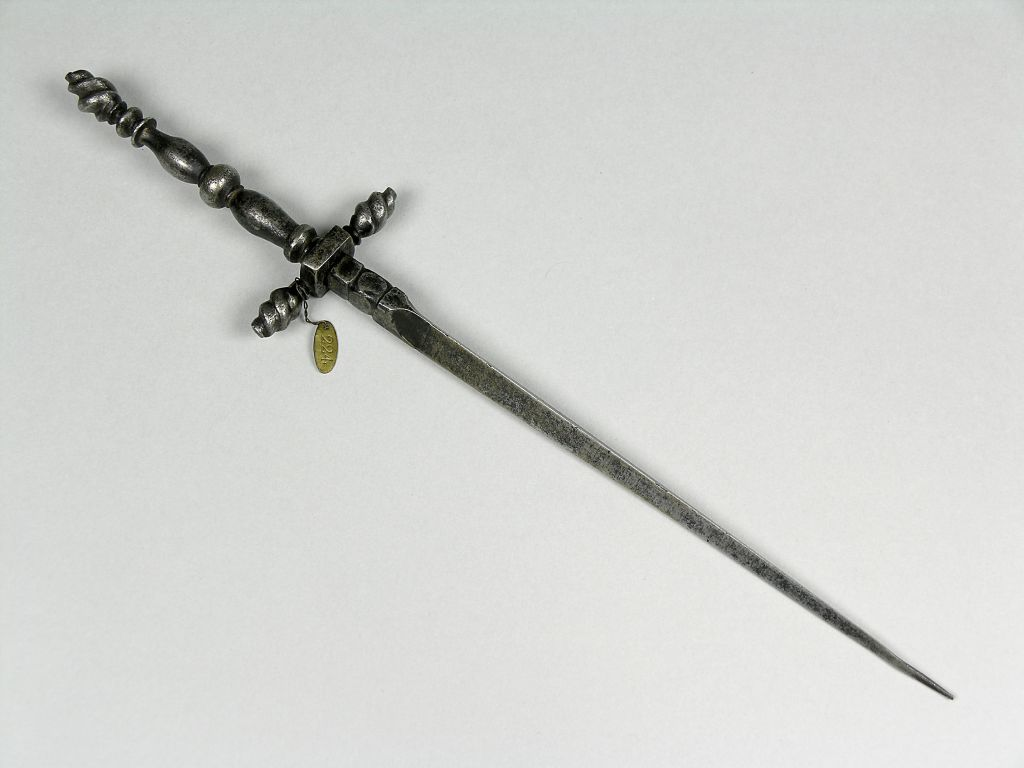
Ponjaard in het Thinktank-museum in Birmingham

Een ponjaard is een smalle dolk die vooral in de late middeleeuwen werd gebruikt. Vaak had het lemmet van dit wapen een driehoekige diameter. De dolk was bijzonder geschikt om te stoten. 
De term stamt uit de 16e eeuw, van het Franse poignard. Deze term is afgeleid van poing (“vuist”), dat weer is afgeleid van het Latijnse pūgnus.
De ponjaard wordt gebruikt in het verhaal De Cock en de dode tempeliers, het vijfenvijftigste deel van de detectivereeks De Cock van de Nederlandse auteur Appie Baantjer.
De Ponjaard is nog steeds in gebruik bij het korps Adelborsten, de vereniging van aspirant Marine officieren. De dolk mag hierbij alleen getrokken worden indien de koning in direct levensgevaar is.
Indien men een ponjaard wil vervoeren dient men rekening te houden met de wet wapens en munitie, het is ondanks zijn ceremoniële waarde en functie nog altijd een verboden wapen. Zelfs het vervoeren door de Adelborsten is verboden.